# نظرية الأبعاد
في الرياضيات, نظرية البعد هي أحد فروع الطوبولوجيا العامة والتي تتعامل مع الثوابت البعدية للفضاء الطوبولوجي.

## شاهد أيضاُ
- بعد